# Pseudoneureclipsis starmuehlneri
Pseudoneureclipsis starmuehlneri là một loài Trichoptera thuộc họ Dipseudopsidae. Chúng phân bố ở miền Ấn Độ - Mã Lai.